# Дуб звичайний (Крайниково)
Дуб звича́йний — ботанічна пам'ятка природи місцевого значення в Україні. Розташована в межах Хустського району Закарпатської області, в селі Крайниково.
Площа 0,01 га. Статус надано згідно з рішенням Закарпатського облвиконкому від 18.11.1969 року № 414 та від 23.10.1984 року № 253. Перебуває у віданні Крайниківської сільської ради.
Створена з метою охорони дуба звичайного віком понад 500 років. Поруч розташована гідрологічна пам'ятка природи — Джерело № 1, а також дерев'яна церква XVII ст.